# 毛瓣桤叶树
毛瓣桤叶树（学名：Clethra monostachya var. trichopetala）为桤叶树科桤叶树属下的一个变种。

## 扩展阅读
- 維基物種上的相關：毛瓣桤叶树